# Gibraltar Peak, Antarktis
Gibraltar Peak är en bergstopp i Antarktis. Den ligger i Östantarktis. Nya Zeeland gör anspråk på området. Toppen på Gibraltar Peak är 2 484 meter över havet, eller 50 meter över den omgivande terrängen. Bredden vid basen är 2,5 km.
Terrängen runt Gibraltar Peak är huvudsakligen kuperad. Trakten är obefolkad. Det finns inga samhällen i närheten. 